# Cabecita
Cabecita fu una serie televisiva argentina, ha come protagonisti Agustina Cherri e  Alejo Ortiz. Oltre che in Argentina è stata trasmessa in Grecia, Ungheria e Russia. Nel 2000 l'autore Enrique Torres ha ricevuto una nomination per questa serie.
Lucia Escobar è una ragazza giovane che vive in una cittadina vicino a Buenos Aires. Non è benestante e quindi deve sopportare l'arroganza della gente più ricca. Però vive felicemente con il suo lavoro di insegnante e con la sua famiglia. Tutto cambia quando suo padre viene ucciso. Lucia sa che il padre è stato ucciso grazie al passato della madre e l'unico modo per scoprire chi l'ha ucciso è di trasferirsi a Buenos Aires e indagare.